# Odontopera kametaria
Odontopera kametaria är en fjärilsart som beskrevs av Felder 1873. Odontopera kametaria ingår i släktet Odontopera och familjen mätare. Inga underarter finns listade i Catalogue of Life.